# Communauté de communes Cuiseaux Intercom
Cuiseaux Intercom est une ancienne communauté de communes française, située dans le département de Saône-et-Loire en région Bourgogne-Franche-Comté.

## Historique
Le 1er janvier 2017, avec la mise en place du nouveau schéma départemental de coopération intercommunale, la communauté de communes fusionne avec la communauté de communes Cœur de Bresse pour former la communauté de communes Bresse louhannaise intercom'.

## Composition
Cet ÉPCI est composé des communes suivantes :
| Nom                            | Code Insee | Gentilé       | Superficie (km2) | Population (dernière pop. légale) | Densité (hab./km2) |
| ------------------------------ | ---------- | ------------- | ---------------- | --------------------------------- | ------------------ |
| Varennes-Saint-Sauveur (siège) | 71558      | Varennois     | 30,16            | 1 116 (2014)                      | 37                 |
| Champagnat                     | 71079      | Campagnais    | 13,18            | 469 (2014)                        | 36                 |
| Condal                         | 71143      | Condalois     | 16,43            | 432 (2014)                        | 26                 |
| Cuiseaux                       | 71157      | Cuiselliens   | 21,26            | 1 889 (2014)                      | 89                 |
| Dommartin-lès-Cuiseaux         | 71177      | Dommartinois  | 18,86            | 790 (2014)                        | 42                 |
| Flacey-en-Bresse               | 71198      | Flacéens      | 13,72            | 365 (2014)                        | 27                 |
| Frontenaud                     | 71209      | Frontenaliens | 15,19            | 741 (2014)                        | 49                 |
| Joudes                         | 71243      | Joudois       | 11,16            | 388 (2014)                        | 35                 |
| Le Miroir                      | 71300      |               | 18,48            | 578 (2014)                        | 31                 |

## Administration
Le siège de la communauté de communes est installé dans l'hôtel de ville de Varennes-Saint-Sauveur.

### Conseil communautaire
L'intercommunalité est gérée par un conseil communautaire composé de 28 délégués issus de chacune des communes membres et élus pour une durée de six ans. Un bureau, composé d'un président et huit vice-présidents, assume également une fonction de proposition auprès du conseil.
Les délégués sont répartis comme suit :
| Nombre de délégués | Communes                                                |
| ------------------ | ------------------------------------------------------- |
| 7                  | Cuiseaux                                                |
| 5                  | Varennes-Saint-Sauveur                                  |
| 3                  | Dommartin-lès-Cuiseaux, Frontenaud                      |
| 2                  | Champagnat, Condal, Flacey-en-Bresse, Joudes, Le Miroir |

### Présidence
Les présidents successifs sont :
| Période | Période | Identité      | Étiquette    | Qualité |
| ------- | ------- | ------------- | ------------ | --- |
| 1991    | 2008    | René Beaumont | UDF puis UMP | Maire de Varennes-Saint-Sauveur jusqu'en 2001. Député jusqu'en 1997. Sénateur à partir de 2004. Président du conseil général jusqu'en 2004. |
| 2008    | 2016    | Daniel Bertin | Modem        | Maire de Cuiseaux. |

## Sources
- Le SPLAF (Site sur la Population et les Limites Administratives de la France)
- La base ASPIC